# Codi ATC R02
El  codi ATC R02, descrit com Preparats per a la gola (anatomia), és una subgrup terapèutic de l'Anatomical, Therapeutic, Chemical Classification System (ATC). La classificació ATC és un sistema de codis alfanumèric desenvolupat per l'Organització Mundial de la Salut (OMS) per als fàrmacs i altres productes sanitaris. El subgrup R02 és part del grup anatòmic R Sistema respiratori.

Els codis per a ús veterinari (codis ATCvet) poden han estat creats afegint la lletra Q davant dels codis ATC humans: QR02... 
Les adaptacions estatals de la classificació ATC poden incloure codis addicionals no presents en aquesta llista, que segueix la versió de l'OMS.

## R02A Preparats per a la gola
- R02AA Antisèptics
  - R02AA01 Ambazona
  - R02AA02 Dequalini
  - R02AA03 Alcohol diclorobenzílic
- R02AB Antibiòtics
- R02AD Anestèsics